# Acalypha laevigata
Acalypha laevigata är en törelväxtart som beskrevs av Olof Swartz. Acalypha laevigata ingår i släktet akalyfor, och familjen törelväxter. Inga underarter finns listade i Catalogue of Life.